# Локшина Олена Ігорівна
Олена Ігорівна Локшина́ (нар. 4 червня 1959, Миколаїв) — український педагог, завідувачка відділу порівняльної педагогіки Інституту педагогіки НАПН України, доктор педагогічних наук (2011), професор (2015), член-кореспондент НАПН України, Заслужений діяч науки і техніки України (2020).

## Біографія
У 1981 році закінчила Київський державний педагогічний інститут іноземних мов.
З цього часу працює в Інституті педагогіки НАПН України. Також, О.Локшина в 1990—2009 рр. працювала викладачем у Національному педагогічному університеті імені М. П. Драгоманова, Міжрегіональній академії управління персоналом, з 2018 р.— викладає в Київському університеті імені Бориса Грінченка.

## Наукова діяльність
У 2009 р. Олена Ігорівна очолила лабораторію (з 2015 р. — відділ) порівняльної педагогіки Інституту педагогіки НАПН України.
Здійснює наукові дослідження з питань порівняльної педагогіки, реформування шкільної освіти, структурування змісту освіти в країнах ЄС та США, моніторингу якості освіти, оцінювання навчальних досягнень учнів в Україні та за кордоном, аналіз освітньої політики, а також — суспільного дошкільного виховання у країнах Європи. Автор близько 300 наукових праць.
Стажувалась в Європейському центрі сучасних мов (European Centre for Modern Languages), Грац Австрія, 1994; Міжнародному інституті з прав людини (Institut International des Droits de L'Homme), Страсбург, Франція, 1998; Інституті досліджень проблем житлового та міського розвитку (UEPMTE — Institute for Housing and Urban Development Studies), Роттердам, Нідерланди, 1996. Стипендіат програм Державного департаменту США — International Visitor (Вашингтон, Кентуккі, Техас, Каліфорнія), 2002; Regional Scholar Exchange Program (Пенсільванія, Пітсбург), 2003, Education QualityAssessment (Іллінойс, Чикаго) 2011.
Національний експерт Програми розвитку ООН в Україні (2002—2008) та Європейського фонду освіти (2011—2016).

## Перелік публікацій
- Локшина Олена Ігорівна Контроль та оцінка успішності учнів у школах Західної Європи [Текст] / О. І. Локшина; Ін-т педагогіки АПН України. — К.: КМІУВ ім. В.Грінченка, 2002. — 52 с. — ISBN 966-95242-8-8
- Старша школа зарубіжжя: організація та зміст освіти [Текст] / Г. С. Єгоров [та ін.]; ред. О. І. Локшина ; Ін-т педагогіки АПН України. — К.: СПД Богданова А. М., 2006. — 232 с. — ISBN 966-96711-2-4
- Модернізація освіти в Україні [Текст]: аналітичний огляд результатів всеукраїнського опитування керівників загальноосвітніх навчальних закладів у 2004 р. / заг. ред. О.Овчарук, О.Локшина. — К.: К. І. С., 2004. — 32 с.: діагр. — ISBN 966-8039-48-3
- Моніторинг якості освіти: становлення та розвиток в Україні [Текст]: рекомендації з освітньої політики / заг. ред. О. І. Локшина. — К.: К. І. С., 2004. — 160 с.: рис. — ISBN 966-8039-54-8
- Компетентнісний підхід у сучасній освіті: світовий досвід та українські перспективи [Текст]: бібліотека з освітньої політики / Н. М. Бібік [та ін.]; заг. ред. О. В. Овчарук. — К.: К. І. С., 2004. — 112 с. — ISBN 966-8039-5-5
- Моніторинг якості освіти: світові досягнення та українські перспективи [Текст]: посіб. / заг. ред. О. І. Локшина. — К.: К. І. С., 2004. — 128 с. — ISBN 966-8039-55-6
- Локшина Олена Ігорівна Зміст шкільної освіти в країнах Європейського Союзу: теорія і практика (друга половина ХХ — початок ХХІ ст.) [Текст]: монографія / О. І. Локшина ; Ін-т педагогіки АПН України. — К.: Богданова А. М., 2009. — 403 с. : табл. — 300 экз. — ISBN 978-966-2184-13-6
- Локшина Олена Ігорівна Тенденції розвитку змісту шкільної освіти в країнах Європейського Союзу [Текст]: автореф. дис. … д-ра пед. наук : 13.00.01 / Локшина Олена Ігорівна ; Ін-т педагогіки НАПН України. — К., 2011. — 40 с.
- Локшина Олена Ігорівна Тенденції розвитку змісту шкільної освіти в країнах Європейського Союзу [Текст]: дис. … д-ра пед. наук : 13.00.01 / Локшина Олена Ігорівна ; Ін-т педагогіки НАПН України. — К., 2011. — 465 арк.
- «Педагогічна компаративістика-2011: компаративістські підходи підтримки та розвитку обдарованості», науково-практичний семінар (2011 ; Київ).
- Матеріали науково-практичного семінару «Педагогічна компаративістика-2011: компаративістські підходи підтримки та розвитку обдарованості», 6 червня 2011 року [Текст] / [за ред. О. І. Локшиної, Н. І. Поліхун] ; Нац. акад. пед. наук України, Ін-т педагогіки НАПН України, Ін-т обдар. дитини НАПН України. — К. : Ін-т обдар. дитини НАПН України, 2011. Ч. 2. — 2011. — 229 с.: рис., табл.- ISBN 978-966-2633-03-0
- Педагогічна компаративістика — 2013: трансформації в освіті зарубіжжя та український контекст [Текст]: матеріали Всеукр. наук.-практ. семінару, м. Київ, 10 черв. 2013 р. / [за заг. ред. О. І. Локшиної] ; Нац. акад. пед. наук України, Ін-т педагогіки. — К.: Педагогічна думка, 2013. — 201 с. : табл. — ISBN 978-966-644-324-6
- Педагогічна теорія і практика в контексті інтеграційних проектів [Текст]: матеріали міжнар. наук.-практ. конф. [25-26 квіт. 2014 р.] / Терноп. нац. екон. ун-т, Вища шк. економіки та інновацій (Люблін), Ін-т педагогіки НАПН України, Лаб. порівнял. педагогіки ; [редкол.: Вихрущ А., Локшина О., Шемпрух Й.]. — Тернопіль: ТНЕУ, 2014. — 324 с. : табл. — Назва обкл.: Матеріали Міжнародної науково-практичної конференції «Педагогічна теорія і практика в контексті інтеграційних проектів», 25-26 квітня. — ISBN 978-966-654-347-2
- Світоглядний потенціал шкільної гуманітарної освіти в країнах Європейського Союзу та США [Текст]: монографія / Л. Л. Волинець [та ін.]; [за заг. ред. Лавриченко Н. М.] ; Нац. акад. пед. наук України, Ін-т педагогіки. — Київ: Педагогічна думка, 2014. — 199 с. — ISBN 978-966-644-375-8